# Cionophora guillaumae
Cionophora guillaumae is een zeepokkensoort uit de familie van de Pyrgomatidae. De wetenschappelijke naam van de soort is voor het eerst geldig gepubliceerd in 2002 door Achituv & Newman.